# 島田まさし
島田 まさし（しまだ まさし、本名：藤田 正（ふじた まさし）、1966年3月1日 - ）は、よしもとクリエイティブ・エージェンシー所属のお笑いタレント。奈良県出身。血液型AB型。

## 概要
- 元タレント島田紳助の弟子であり、「笑ハンティング」の中田裕士と「まさし・裕士」というコンビで活動していた[1]が、1年ほどでコンビを解消した後は大平まさひことのコンビ「D-GRIP（ディーグリップ）」を経て、ピン芸人として活動している。
- クイズ!紳助くんで、なにわ突撃隊メンバーとして出演。キレキャラでありながら、泣き言を言ったり涙を流したりする姿が視聴者の笑いと感動を呼び「へたれまさし」「泣きのまさし」と呼ばれ、師匠譲りの涙もろさで有名。
- 上記の突撃隊では竹内ゆうじとコンビを組み活動していた。竹内とのコンビは絶品で、話題を呼び他の番組でもレギュラー番組を持ったり、二人で世界を旅するドキュメント番組「まさし・ゆうじのふたりぼっちの大冒険」が放送される。その「まさし・ゆうじのふたりぼっちの大冒険」では、企画、出演、構成、撮影、そして編集までもを二人で制作した番組である。
- D-GRIP時代に、関西テレビ「紳助の人間マンダラ」の「沖縄からの風」という企画に参加し水上バイクで沖縄から神戸まで走破した。

## 出演

### テレビ番組
- クイズ!紳助くん・なにわ突撃隊 （朝日放送）
- ワイドABCDE〜す（朝日放送）
- 吉本Qコメディ（朝日放送）
- チェックザ芸能界（朝日放送）
- まさし・ゆうじのふたりぼっちの大冒険（朝日放送 タイ・カンボジア編、マレーシア編、インド編）
- 紳助の人間マンダラ（関西テレビ放送）
- 素のよしもと（関西テレビ放送）
- 旅助ハナコ（テレビ大阪）
- ステキ家族計画（フジテレビ）
- 浪漫紀行（広島放送）

### ドラマ
- TBS木曜ドラマ ランナウェイ~愛する君のために

### ラジオ番組
- ラジオよしもと むっちゃ元気! （OBCラジオ）

### CM
- オウミ住宅
- コクミン薬局

### 映画
- なにわ極楽会館
- 不檄（ふれぶみ）~男たちの生きた証~